# Xylosma domingensis
Xylosma domingensis är en videväxtart som först beskrevs av Ignatz Urban, och fick sitt nu gällande namn av M.H.Alford. Xylosma domingensis ingår i släktet Xylosma och familjen videväxter. Inga underarter finns listade i Catalogue of Life.